# Lovro Sadar
Lovro Sadar, slovenski učitelj in skladatelj, * 6. avgust 1832, Kaplja vas, Komenda, † 26. september 1883, Škofja Loka.

## Življenje in delo
Dokončal je nižjo realko v Ljubljani, opravil pripravniški tečaj in prejel učiteljsko spričevalo leta 1852; konzistorialni izpit je opravil leta 1854. 
Služboval je od 1852 kot pomočnik učitelja Andreja Piana v Senožečah (eno leto), kot učitelj na Koroški Beli (dve leti), v Dobu (tri leta); v Škofji Loki je bil najprej podučitelj (1858–1862), nato učitelj, končno nadučitelj na glavni šoli ter 1869 nekaj časa okrajni nadzornik za kranjski okraj. Bil je tudi načelnik prostovoljnih škofjeloških gasilcev (1880–1882), mestni odbornik in podpredsednik strelskega društva. 
Kot šolnik je bil splošno spoštovan in priljubljen. Bil je tudi skladatelj. Peter Radič omenja v Frau Musica in Krain dve Sadarjevi polki: Čitalniška polka in Prijatlom. Prvo je zložil Sadar v spomin na prvo besedo v loški čitalnici kot op. 6 (rkp. v NUK). Zložil je tudi Requiem (Černo mašo), ki jo Učiteljski tovariš leta 1861, št. 7, priporoča učiteljem in orglavcem v naročilo; ali je izšla v tisku, ni znano.
Njegovi sinovi so Adolf, Oton, Vendelin. Adolf in Vendelin sta bila učitelja, Oton pa fotograf.